# Pere Bardají i Balanzat
Pere Bardají y Balanzat (Arriba Vila, Ibiza 1808 — Madrid, 1853) fue un militar y político ibicenco. Miembro del Partido Moderado, hizo la carrera militar dentro de la milicia nacional, en la que logró el grado de subteniente y secretario del gobierno civil de Valladolid, y gobernador civil de Huesca, Guadalajara, Barcelona y Castelló de la Plana.
Ejerció el cargo de gobernador civil de la provincia de Barcelona durante las bullangas de 1840 provocadas por la Ley de Ayuntamientos. Se distinguió para llevar a cabo una dura represión, razón por la cual fue destituido cuando los partidarios de Baldomero Espartero se instalaron nuevamente en el poder. El 1843 fue rehabilitado por Narváez y nombrado alcalde-corregidor de Barcelona y gobernador civil de Castellón de la Plana. Fue también escogido diputado a las Cortes Españolas por las Islas Baleares a las legislaturas de 1843 y a la de 1844-1846, en la que fue aprobada la Constitución Española de 1845 y la Ley de Organización y Atribuciones de los Ayuntamientos y las Diputaciones de enero de 1845. A las elecciones de 1846 fue derrotado por Aciscle Miranda Forquet. Fue alcalde de Barcelona entre septiembre de 1847 y enero de 1848.